# Hugues III d'Oisy
Hugues III d'Oisy (1145 – 1189), seigneur d'Oisy et de Crèvecœur, châtelain de Cambrai, vicomte de Meaux. Il est considéré comme l'un des premiers poètes francophones.

## Histoire
Hugues III d'Oisy est le fils de Simon d'Oisy (1115 – 1171) et d'Ade de Vermandois.
En 1170, Hugues III d'Oisy hérite de l'ensemble des titres et biens de son père.
Hugues III d’Oisy se marie en 1163 avec Gertrude de Flandres-Lorraine, répudiée par le comte Humbert III de Maurienne. Hugues d’Oisy fut sur le point de devenir comte de Flandre par sa première femme.
En 1169, il est l'un des témoins d'une charte passée par le comte de Flandre, son neveu par alliance, Philippe d'Alsace en faveur de l'abbaye de Marchiennes.
En 1183, il se remarie avec Marguerite de Blois, comtesse du Dunois (1170 – 1231), fille de Thibaut V de Blois de la dynastie de Champagne et d'Alix de France de la dynastie capétienne.
Le 29 août 1189, décès de Hugues III d'Oisy qui reposait au prieuré du Reuil. Il n'a pas eu de descendance et laissa à l'abandon son fief dans la maison de Montmirail par le biais de sa sœur Hildiarde d'Oisy.

## Héraldique
Hugues d'Oisy portait : D'argent semé de billettes de gueules, au lion du même brochant sur le tout.

## Huon d'Oisy, trouvère
Considéré comme l'un des premiers poètes du Moyen Âge, il eut pour disciple Quènes (ou Conon) de Béthune.
Il s’occupa à rimer des chansons dans lesquelles on remarque une hardiesse et un mordant satirique qui dénotent tout l’aplomb que pouvait donner à l’époque la richesse et la puissance.
Il nous reste deux chansons de Hugues d’Oisy :
- La première[3], est intitulée Li Tornois De Dame, Monseigneur Huon d’Oisy. Il y est question des Dames de Coucy, Crespy, Torcy, Coupigny, Marguerite d’Oisy, réunies au Château de Lagny. Ce poème est le premier connu du genre littéraire des tournoiements des dames dont cinq pièces nous sont parvenues[4].

- L’autre, que nous intitulerons Maugré tous sains et maugré Dieu aussi  est dirigée contre Conon de Béthune, le noble trouvère.

- le même trouvère nous a laissé un autre jeu d’esprit assez bizarre. Sous forme d’un jeu-parti, il apprend à son neveu Robert le Duc la position fâcheuse dans laquelle il se trouve : 
  - il aime éperdument une femme dont il ne peut espérer se faire aimer qu’en la rouant de coups. Que fera-t-il ? lèvera-t-il la main sur elle, chose malséante à un chevalier ? renoncera-t-il à la juste récompense d’une longue fidélité ? robert est pour le parti des coups. Il n’est pas certain que ce jeu-parti soit de Hugues d’Oisy :le seul manuscrit qui nous l’ai conservé n’en désigne l’auteur que par le nom de Hugues, sans y joindre de surnom.

## Donations et documents relatifs à son règne

### Extrait du nécrologe de l'abbaye de Cantimpré
Le 13 des Calendes de septembre mourut le Seigneur Hugues d’Oisy, qui d’abord nous donna :
1. Le fond de l’Abbaye.
2. La dîme de Wagnengnuel.
3. Le terrage de Raillencourt.
4. Le bois de Vaccarie.
5. Le four de Crèvecœur.

Le même, revenant des pays transmarins, vint chez nous avant d’entrer dans sa propre maison et nous laissa les précieuses reliques des Saints, qu’il rapportait. Enfin il nous affranchit d’impôts dans sa terre.

### Extrait du Bulletin de la Commissions royale d'Histoire -t.XIIIde la4eSérie - Bruxelles 1886
"Ayant appris, pendant qu'il se trouvait sur son lit de mort, que le bois de La Vacherie avait été défriché et que des contestations s'élevaient au sujet de l'étendue du terrain devenu la propriété du couvent, il ordonna à sa femme de choisir dix arbitres qui détermineraient les limites de ce terrain".

## Cri d'armes
"Crèvecœur et Oisy"